# Чемпионат Афганистана по футболу
Чемпиона́т Афганиста́на по футбо́лу «Афга́нская Премье́р-ли́га» (англ. Afghan Premier League; дари لیگ برتر فوتبال افغانستان; пушту افغانستان غوره لیګ‎) — высшая футбольная лига Афганистана, контролируемая Федерацией футбола Афганистана. Основан в 2012 году. В турнире участвуют восемь клубов, представляющие разделённые в восемь групп провинции и города Афганистана. С момента основания лиги, состав клубов-участников ни разу не менялся.

## Регламент
Чемпионат проходит по своеобразной схеме: на первом этапе команды разбиваются на две группы и играют по круговой системе в один круг. В следующий раунд проходят четыре команды, которые играют полуфинал и затем финал, где и определяется чемпион.

## Таблица национальных лиг АФК
По итогам 2022 года, в таблице (рейтинге) национальных лиг стран-членов АФК (аналог таблицы коэффициентов УЕФА), Премьер-лига Афганистана и вообще чемпионат Афганистана находятся на 41-м месте среди 47 стран-членов АФК.

### Таблица национальных чемпионатов АФК
Неполный рейтинг по окончании 2022 года.
| М       | Страна                      | Очки   |
| ------- | --------------------------- | ------ |
| 1       | Саудовская Аравия           | 93.795 |
| 2       | Япония                      | 91.821 |
| 3       | Южная Корея                 | 88.295 |
| 4—40 …  | …                           |        |
| 41      | Афганистан                  | 0.090  |
| 42—46 … | …                           |        |
| 47      | Северные Марианские Острова | 0.000  |

## Список команд и чемпионы
| Команда           | Расположение (регион) |
| ----------------- | --------------------- |
| Де Абазин Сейп    | Юго-Восток            |
| Де Маиванд Аталан | Юго-Запад             |
| Де Спингар Базан  | Восток                |
| Мавихай Аму       | Северо-Восток         |
| Оквабан Хиндукош  | Центр                 |
| Симург Альборз    | Север                 |
| Туфан Харирод     | Запад                 |
| Шахин Асмайе      | Кабул                 |

## Результаты
| Сезон | 1 место          | 2 место           | 3 место           | Бомбардир                                                                         |
| ----- | ---------------- | ----------------- | ----------------- | --------------------------------------------------------------------------------- |
| 2012  | Туфан Херируд    | Симург Альборз    | Де Маиванд Аталан | Хамидулла Карими (Туфан Херируд) — 9 голов                                        |
| 2013  | Шахин Асмайе     | Симург Альборз    | Туфан Херируд     | Хамидулла Карими (Туфан Харирод), Хашматулла Баракзай (Шахин Асмайе) — по 7 голов |
| 2014  | Шахин Асмайе     | Окабан Хиндукуш   | Де Спингар Базан  | Мохаммад Риза Ризайе (Окабан Хиндукуш) — 6 голов                                  |
| 2015  | Де Спингар Базан | Шахин Асмайе      | Де Маиванд Аталан | Мустафа Афшар (Де Маиванд Аталан) — 5 голов                                       |
| 2016  | Шахин Асмайе     | Де Маиванд Аталан | Симург Альборз    | Амредин Шарифи (Шахин Асмайе) — 6 голов                                           |
| 2017  | Шахин Асмайе     | Де Маиванд Аталан | Де Спингар Базан  | Амредин Шарифи (Де Маиванд Аталан) — 5 голов                                      |
| 2018  | Туфан Херируд    | Шахин Асмайе      | Х                 | Яр Закархель (Туфан Херируд) —                                                    |
| 2019  | Туфан Херируд    | Шахин Асмайе      | Х                 | Рауф Кадери (Шахин Асмайе) —                                                      |
| 2020  | Шахин Асмайе     | Симург Альборз    | Х                 | Джавид Мирзад (Окабан Хиндукуш), Мостафа Резаи (Симург Альборз) — по 3 гола       |

### Сводная статистика
| Команда           | Чемпион                          | Второе место         |
| ----------------- | -------------------------------- | -------------------- |
| Шахин Асмайе      | 5 (2013, 2014, 2016, 2017, 2020) | 3 (2015, 2018, 2019) |
| Туфан Харирод     | 3 (2012, 2018, 2019)             | 0                    |
| Де Спингар Базан  | 1 (2015)                         | 0                    |
| Симург Альборз    | 0                                | 3 (2012, 2013, 2020) |
| Де Маиванд Аталан | 0                                | 2 (2016, 2017)       |
| Оквабан Хиндукуш  | 0                                | 1 (2014)             |
| Мавихай Аму       | 0                                | 0                    |
| Де Абазин Сейп    | 0                                | 0                    |

## Освещение и поддержка
Афганская Премьер-лига имеет свой собственный официальный сайт, а также официальные странички в популярных социальных сетях в Афганистане, таких как Facebook (более 390 тысяч подписчиков), Twitter (более 8 тысяч подписчиков) и Instagram (более 60 тысяч подписчиков). Кроме того, Афганская Премьер-лига имеет свой официальный канал в YouTube (более 16 тысяч подписчиков), где размещаются все матчи лиги, и различные видео, относящиеся к лиге. Лига имеет соглашение о трансляции своих матчей с популярными афганскими телеканалами Tolo TV и Lemar TV, а также с некоторыми афганскими радиостанциями, которые в прямом эфире комментируют матчи Афганской Премьер-лиги, транслируют аналитические передачи посвященные матчам лиги, как до, так и после завершения матчей.
Благодаря широкому освещению Афганской Премьер-лиги, матчи национального чемпионата имеют большую популярность среди афганцев, а также нескольких миллионов афганцев проживающих за пределами Афганистана, например в Пакистане, Иране, США и странах Европы. Практически в каждом матче стадионы заполняются до отказа.
Официальными спонсорами Афганской Премьер-лиги являются ряд афганских и международных компаний и организаций. Главным спонсором лиги является крупная афганская телекоммуникационная компания Roshan, из-за чего лига официально называется «Афганской Рошан Премьер-лигой».